# Symphysanodon andersoni
Symphysanodon andersoni is een straalvinnige vissensoort uit de familie van symphysanodonten (Symphysanodontidae). De wetenschappelijke naam van de soort werd voor het eerst geldig gepubliceerd in 1974 door Kotthaus.